# 크래프톤
크래프톤(영어: Krafton Inc. 전 bluehole Inc.)은 대한민국의 게임 개발사이다. 현재 크래프톤의 CEO는 김창한이다.
2017년 매출 6665억 원, 영업이익 3234억 원을 올려 게임 업계 메이저 회사에 진입했다.
2018년 11월, 블루홀스튜디오에서 크래프톤으로 사명을 변경하였다.
2020년 12월, 크래프트폰은 자회사 시스템을 통해 이전에 다른 자회사의 일부였던 PUBG Corporation을 합병하고 PUBG Studios로 이름을 변경했다.
2021년 6월 28일, 경기도 성남시 분당구 분당내곡로 117 (백현동, 크래프톤타워)에서 현재의 주소인 서울특별시 강남구 테헤란로 231(역삼로)으로 이전했다.

## 자회사
PUBG 스튜디오, 블루홀 스튜디오, 라이징 윙스, 스트라이크 디스턴스 스튜디오, 드리모션, 언노운 월드 엔터테인먼트.

### 블루홀 스튜디오
블루홀 스튜디오는 2007년 3월 장병규에 의해 서울에 설립되었다. 장씨는 1997년 다른 7명의 공동 창업자와 함께 네오위즈를 설립했고 2005년 검색엔진 개발사 퍼스트 스노우를 설립했으며 2006년 이 회사를 매각했다. 2015년 4월 22일 회사명을 블루홀로 변경했다고 발표했다.
2017년 8월, 중국 지주회사 텐센트는 인수가 거절된 후 블루홀에 미공개 금액을 투자했다고 발표했다. 블루홀은 처음에 어떠한 투자도 하지 않았다고 말했지만, 나중에 텐센트가 블루홀의 지분을 인수하는 것을 포함한 여러 파트너십에서 텐센트와 논의 중이라고 밝혔다. 그 후 텐센트는 블루홀의 지분 1.5%를 총 700억 파운드에 인수했다. 텐센트는 2017년 11월에 블루홀을 완전히 인수할 의도를 재확인했다. 대한민국의 잡지 코리아 타임즈는 블루홀과 4차 산업혁명 위원회의 장병규 위원장의 지위로 인해 블루홀이 공기업이 되는 것은 "의문의 여지가 없다"고 시사했다. 당시 비상장 한국 주식을 추적하는 회사인 38커뮤니케이션은 회사의 가치를 5조 2천억 파운드로 평가하였다. 텐센트는 추가로 5000억 파운드를 투자하여 10%의 지분을 추가로 취득하여 총 지분을 11.5%로 늘릴 계획이다.

### 펍지 스튜디오
펍지 스튜디오(PUBG Studios)는 블루홀의 내부 스튜디오로, 배틀로얄 게임 중 하나인 플레이어(Player)를 개발하였다. 언노운즈 배틀그라운드(PUBG)는 브렌던 "플레이어"의 다른 게임의 유저 모드를 기반으로 한다. 알려지지 않은" 그린과 PUBG Studios가 이 작품을 정식 타이틀로 개발하기 위해 고용한 사람은 누구입니까? 원래 지노게임즈는 김창한이 MMO 개발을 위해 설립한 회사였으나 2014년 전후로 마지막 제품이 좋은 성적을 거두지 못하면서 직원의 3분의 1을 해고할 수밖에 없었다. 2015년 1월 27일 지노 게임즈를 블루홀에 매각했다. 당시, 긴노 게임즈는 60명의 직원을 고용했다. 2015년 5월, 회사명을 블루홀 지노 게임즈로 변경하였다. 2015년 블루홀 인수 직후 창하가 그린에게 손을 내밀어 블루홀 지노에서 배틀로얄을 구축할 수 있도록 지원했고 그린이 이를 수락했고 펍지는 2017년 3월 인기 게임으로 얼리 액세스로 처음 출시됐다. 2017년 PUBG의 성공에 따라 블루홀 지노 게임즈는 2017년 9월 PUBG 코퍼레이션으로 사명을 변경했다.
2020년 9월 인도 정부는 데이터 프라이버시 문제를 이유로 중국 공급업체가 발행한 여러 앱과 함께 PUBG 모바일 사용을 금지하였다. 인도에서 게임을 다시 시작하기 위해 크래프톤은 텐센트로부터 인도 지역을 위한 게임의 지적 재산권(IP)의 통제권을 되찾았다. 2021년 7월 2일 안드로이드용으로, 2021년 8월 18일 iOS용으로 배틀그라운드 모바일 인디아(Battleground Mobile India)가 출시되었다. 이번에는 크래프톤에 의해 게임이 배급되었다.
2021년 2월, 펍지 스튜디오는 향후 (2051년) 펍지: 배틀그라운드와 펍지 모바일을 배경으로 한 펍지: 뉴스테이트의 후속작 개발을 발표했다. 드론, 방패, 무기 커스터마이징, 네온 조준경, 부활하는 팀 동료들과 녹아웃된 적들을 '소환'하는 것은 PUBG: NEW STATE의 새로운 기술 중 일부에 불과하다. 10월 말, 크라프톤은 예고편을 통해 2021년 11월 11일에 게임이 출시될 것이라고 공개하였으며, 프레젠테이션을 통해 현재까지 구글 플레이와 앱 스토어에서 사전 등록 수 5천만 건을 돌파하여 사전 등록 기록을 깼다고 발표하였다.
2021년 11월 11일, PUBG: NEW STATE는 성공적으로 전 세계에 출시되었다.
2025년 2월 익스트랙션 슈터 '블랙 버짓', 톱다운 전략 슈팅 게임 '블라인드스팟', 콘솔 배틀로얄 게임 '발러', 프로젝트명 미정의 모바일 하이브리드 캐주얼 게임(이상 프로젝트명 기준) PUBG 지식재산(IP)을 기반으로 한 4종의 차기작을 제작 중이라고 밝혔다.

## 서비스
- 테라
- 배틀그라운드
- 배틀그라운드 모바일
- 배틀그라운드: NEW STATE
- 엘리온
- 볼링킹
- 아처리킹
- 미니골프킹
- 골프킹
- 미스트오버
- 테라 히어로
- 칼리스토 프로토콜
- 인조이

## 같이 보기
- 배틀그라운드
- 배틀그라운드 모바일
- 배틀그라운드: NEW STATE
- 칼리스토 프로토콜